# ماهی هایکو
ماهی هایکو (نام علمی: Haikouichthys) نام یک سرده از شاخه طنابداران است.